# Грюнендаль (порода собак)
Грюнендаль — один з різновидів бельгійських вівчарок. Є великою вівчаркою з густою чорною вовною.

## Темперамент
Собаки цієї породи уважні та пильні. Хоча тримають їх зазвичай на вулиці, вони добре приживаються і в будинку, якщо їм регулярно давати розминатися.

### Екстер'єр
- Зріст:
  - Пси: 61-66 см.
  - Суки: 56-61 см.
- Очі: середнього розміру, мигдалеподібні, переважно темно-карі.
- Корпус: атлетично складений, м'язистий. Глибокі груди, горизонтальна спина і широкий похилий круп.
- Хвіст: дуже пухнастий, середньої довжини. У спокійному стані опущений, кінець загнутий догори. У збудженні хвіст піднятий на рівень спини або вище.
- Ноги: довгі, стрункі та мускулисті.
- Вовна: довга та пряма, з густим підшорсток. На голові та в нижній частині ніг шерсть більш коротка.
- Забарвлення: чорне. Можливі білі мітки.
- Голова: довга та витончена, з плоскими щоками. Склепіння черепа і морда однакової довжини.
- Вуха: високо посаджені, трикутні, стоячі.
- Лапи: передні лапи округлі, задні — овальні, пальці склепінчасті, подушечки товсті, пазурі чорні.